# Lavoro di volume
Il lavoro di volume è una via per modificare l'energia interna di un sistema. Per determinare il lavoro di volume in gioco in una compressione o espansione, si consideri un sistema chiuso, a composizione costante, costituito da un fluido, ad esempio un gas, contenuto in un cilindro munito di pistone. Tale sistema si trova inizialmente in condizioni di equilibrio meccanico con l'esterno, cioè la pressione interna del gas e quella esercitata dall'esterno devono essere uguali, in modo che la forza totale agente sul pistone deve essere nulla. 
Se la pressione esterna viene diminuita, dopo un certo tempo tutte le variabili del sistema torneranno in una nuova condizione di equilibrio. Il sistema espandendosi compie lavoro contro la forza esterna {\displaystyle F_{e}=p_{e}S}, esercitata dall'esterno sul pistone di area S, per cui secondo convenzione si tratterà di lavoro negativo. Tale lavoro può essere calcolato immaginando che la forza esterna sia esercitata da una massa m soggetta alla forza di gravità {\displaystyle (F_{e}=mg)}, per cui il lavoro compiuto dal sistema (immaginando che non esistano forze di attrito che comporterebbero parziale dissipazione del lavoro meccanico) sarà, in valore assoluto, pari all'aumento dell'energia potenziale della massa (essendo la sua energia cinetica nulla all'inizio e alla fine del processo) e quindi, tenendo conto dei segni: 
{\displaystyle \ L=-\Delta E_{p}=-mg\Delta h=-p_{e}S\Delta h=-p_{e}\Delta V=-p_{e}(V_{2}-V_{1})}
dove {\displaystyle \Delta h} rappresenta l'innalzamento del corpo di massa m, pari allo spostamento subito dal pistone, e {\displaystyle S\Delta h=\Delta V} il volume "spazzato" dal pistone, pari alla variazione di volume del sistema {\displaystyle V_{2}-V_{1}}. Notare che il lavoro compiuto dal sistema dipende dall'entità della forza contro cui essa agisce, e non dalla natura dalla forza stessa, per cui la reazione ricavata è di validità generale, purché la pressione esterna rimanga costante durante l'espansione. 
Esaminando ora il caso opposto, in cui il sistema subisce una compressione, cioè quando la pressione esterna viene aumentata, si ottiene la medesima espressione, solo che il lavoro è compiuto sul sistema, ed è quindi positivo, perché {\displaystyle V_{2}-V_{1}} è negativo. 
In conclusione, in assenza di fenomeni dissipativi, il lavoro di volume in gioco nell'espansione o nella compressione di un sistema in presenza di una pressione esterna costante, è espresso dalla relazione:
{\displaystyle \ L=-p_{e}(V_{2}-V_{1})=-p_{e}\Delta V}
Tale relazione risulta indipendente dalla presenza o meno di un pistone mobile, non necessario nel caso di sistemi liquidi o solidi (fasi condensate); è inoltre possibile dimostrare che essa è indipendente dalla particolare forma del sistema.

## Relazione integrale
Se la pressione esterna non è costante durante tutto il processo di espansione o compressione, tale equazione non risulta più applicabile; si può però pensare di suddividere la trasformazione in una serie di stadi successivi, in modo che durante ciascuno di questi la pressione esterna rimanga costante, pur variando da stadio a stadio, e quindi sommare i singoli infinitesimi lavori di volume in gioco (dovuti appunto ad infinitesime variazione di volume):
{\displaystyle \ dL=-p_{e}\mathrm {d} V}
Il lavoro di volume complessivo si otterrà quindi per integrazione tra lo stato iniziale, 1, e lo stato finale, 2, del processo:
{\displaystyle \ L=\int _{1}^{2}-p_{e}\mathrm {d} V}
Fissati gli stati 1 e 2, tale lavoro dipenderà solamente dal particolare cammino seguito durante la trasformazione, in accordo con il fatto che il lavoro non è una funzione di stato del sistema. 
Nel caso in cui {\displaystyle p_{e}=\mathrm {c} ost}, per integrazione si ottiene, ovviamente, l'espressione ottenuta in precedenza:
{\displaystyle L=\int _{1}^{2}-p_{e}\mathrm {d} V=-p_{e}\int _{V_{1}}^{V_{2}}\mathrm {d} V=-p_{e}\Delta V}
Se la pressione è variabile, per il teorema della media, è possibile scrivere la relazione precedente, sostituendovi la pressione media durante l'intero processo.

## Lavoro di volume per trasformazione quasi-statica di un gas ideale
Nel caso in cui si abbia a che fare con un gas ideale, dall'equazione di stato dei gas perfetti, si ha che:
{\displaystyle p_{e}={\frac {nRT}{V}}}
essendo n è il numero di moli del gas e R la costante universale dei gas.
Sostituendo l'espressione precedente nella relazione in forma integrale del lavoro di volume, si ha:
{\displaystyle L=\int _{1}^{2}-{\frac {nRT}{V}}\mathrm {d} V}
In condizioni di isotermicità (T = cost), integrando l'espressione precedente si ottiene:
{\displaystyle L=-nRT\ln \left({\frac {V_{2}}{V_{1}}}\right)}
che per la legge di Boyle-Mariotte può anche scriversi come:
{\displaystyle L=-nRT\ln \left({\frac {p_{1}}{p_{2}}}\right)}
Se invece siamo in condizioni isobare (p = cost), vale la relazione già citata (valida anche nel caso in cui il gas non sia ideale):
{\displaystyle L=-p_{e}\Delta V}
Infine se la trasformazione è isocora (V = cost), il lavoro di volume è nullo.